# Ściernie
Ściernie – część Bierunia.

## Historia
Pierwsza wzmianka o Ścierniach pochodzi z 1272, z dokumentu księcia opolsko-raciborskiego Władysława – książę, aby wybudować swoją warownię na miejscu zniszczonej przez Tatarów wsi Żory, należącej do rycerza Chwalisza, podarował mu w zamian swoją wieś Ściernie.
W czasach średniowiecza przez ten teren przebiegał trakt łączący Gliwice z Krakowem. W 1824 został on wyprostowany i utwardzony, tworząc pierwszą utwardzoną drogę na Górnym Śląsku. W 1877 do Ścierni dotarła szosa pszczyńska, łącząca Pszczynę z Nowym Bieruniem. W 1916 wybudowano kolej wąskotorową, która łączyła bieruńską Lignozę z dworcem w Nowym Bieruniu – przebiegała ona przez Ściernie. Rozebrano ją w 1975 (jej śladem obecnie przebiega ścieżka rowerowa).
Przez wieki istniał w Ścierniach folwark o powierzchni ponad 300 ha należący m.in. do rycerskiego rodu Ścierńskich.
W latach 1945–1954 w gminie Bieruń Nowy. W latach 1954–1972 w gromadzie Bieruń Nowy. W latach 1973–1975 w gminie Bieruń Stary (obejmującej 4 sołectwa: Bijasowice, Czarnuchowice, Nowy Bieruń i Ściernie). Od 27 maja 1975 do 1 kwietnia 1991 część Tychów. Od 2 kwietnia 1991 część usamodzielnionego Bierunia.

## Ważniejsze instytucje
W dzielnicy znajduje się m.in. komenda policji oraz starostwo powiatowe.